# Batteria ibrida

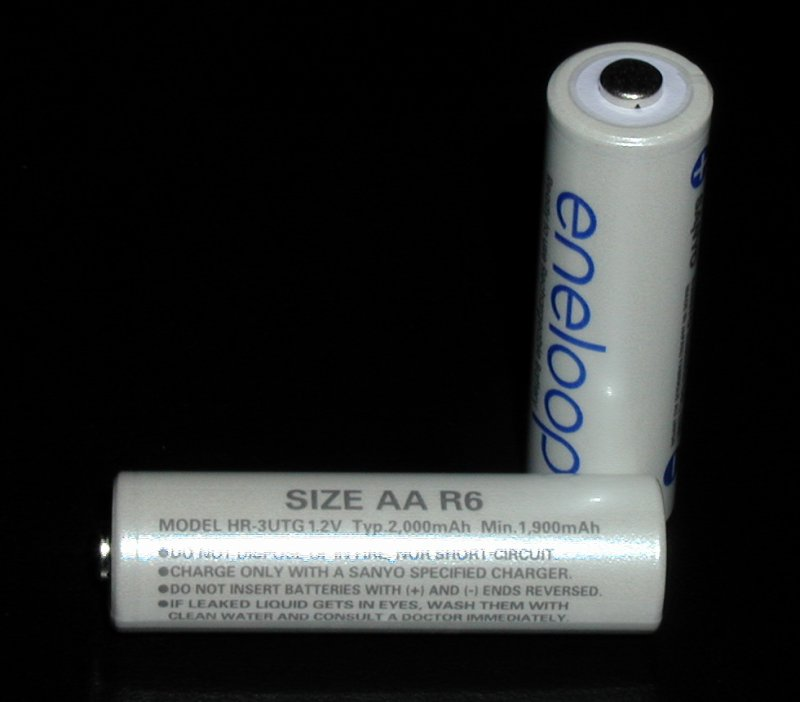
Batterie al nichel-idruro di metallo NiMH a bassa autoscarica

Le batterie al nichel-idruro di metallo (NiMH) a basso tasso di autoscarica (low self discharge), dette anche "batterie ibride", furono introdotte sul mercato nel novembre 2005: 
riducendosi l'autoscarica, queste batterie durano più a lungo sullo scaffale rispetto alle normali batterie NiMH e vengono acquistate già cariche.
Le pile a bassa autoscarica sono per questo commercializzate come ricaricabili pronte all'uso (ready–to–use) o precaricate (pre–charged).
Grazie all'uso di un nuovo strato separatore saturato con acqua deionizzata, se conservate a 20 °C le batterie ibride trattengono - secondo le aziende produttrici - il 90% della loro carica dopo 6 mesi, l'85% dopo un anno e il 70% dopo due anni. Nelle batterie NiMH standard l'autoscarica è pari al 5-10% il primo giorno, e si stabilizza attorno a 1-2% al giorno a temperatura ambiente. Questo può non costituire un problema nel breve termine, ma le rende sconsigliabili per gli usi leggeri, come per orologi, telecomandi, o dispositivi di sicurezza, dove la batteria normalmente deve durare molti mesi o anni.
Le batterie a bassa autoscarica NiMH sono adatte per fotocamere digitali e altre applicazioni ad elevato assorbimento, nelle quali le normali pile alcaline si scaricano molto rapidamente. 
Grazie alla bassa autoscarica sono indicate anche per usi poco frequenti e possono durare fino a un anno tra due successive ricariche, molto di più quindi delle ordinarie batterie NiMH. 
Si possono utilizzare anche per orologi elettrici, telecomandi, ecc.
Si consiglia, in ogni caso, di consultare il manuale d'uso del dispositivo da alimentare per verificarne la compatibilità.
A parte la loro vita più lunga sullo scaffale e i prezzi moderatamente più alti, le batterie ibride sono simili alle batterie NiMH standard di capacità equivalente e possono essere caricate con qualsiasi caricabatterie NiMH. Anche i caricabatterie venduti per le batterie "ibride" NiMH possono essere utilizzati per qualsiasi pila NiMH.
Le batterie "ibride" a basso autoscarica hanno una minore capacità rispetto alle batterie NiMH standard. Le batterie a bassa autoscarica con la più alta capacità hanno 2000-2450 mAh e 850 mAh di capacità per le batterie AA e AAA, rispettivamente, paragonate a 2800 mAh e 1000 mAh per le batterie AA e AAA standard. Tuttavia, dopo solo poche settimane di stoccaggio, la capacità residua delle batterie a bassa autoscarica spesso supera quella delle tradizionali batterie NiMH di capacità superiore.

## Tecnologia delle pile ibride NIMH

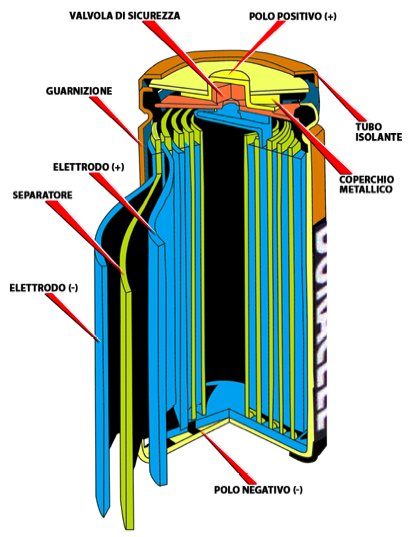
Schema di batteria ibrida

- Anodo: lamina di nichel-idruro di metallo (NiMH)
- Catodo: lamina di ossidrossido di nichel (NiOOH) rivestita di ittrio
- Elettrolita: soluzione di idrossido di potassio (KOH)
- Separatore: materiale sintetico non tessuto.

Grazie alla loro modificata composizione chimica, le pile NiMH possono essere ricaricate centinaia di volte e conservano la loro carica 4 volte più a lungo delle normali pile NiMH.
La struttura ad avvolgimento offre un'energia maggiore, per esempio per l'alimentazione delle fotocamere digitali.
Il catodo rivestito di ittrio e il nuovo separatore consentono di avere un basso tasso di autoscarica che si traduce in:
1. batterie pronte per l'uso subito dopo l'acquisto;
2. batterie che, se non utilizzate, conservano fino al 75% della carica dopo un anno.

## Altri benefici
Le batterie "ibride" NiMH hanno una resistenza interna significativamente inferiore rispetto alle tradizionali batterie NiMH. 
Questo comporta diversi effetti positivi, specialmente per le applicazioni ad alto consumo:
- La tensione è più stabile (minore dipendenza dalla carica e dalla capacità).

Questo ha un effetto positivo sull'autonomia dei dispositivi elettronici, che spesso hanno una tensione minima di funzionamento poco minore della tensione nominale delle normali NiMH. L'uso di tali accumulatori, tuttavia, non consente indicazioni accurate da parte degli indicatori di carica, che mostrano a lungo uno stato di carica medio piuttosto che andare gradualmente dal massimo al minimo; quando la carica sta per finire, il segnale di batteria scarica viene visualizzato per un tempo molto breve.
- Riduzione del surriscaldamento quando la batteria viene caricata o scaricata velocemente.
- Maggiore efficienza.

## Carica
La carica inversa è un fenomeno che danneggia le batterie, e si verifica quando una batteria ricaricabile è caricata con le polarità invertite. Questo può avvenire per varie circostanze, le più frequenti sono:
- quando una batteria viene inserita non correttamente nel caricabatterie
- quando più batterie sono usate in serie in un apparecchio. Se una batteria si scarica completamente prima delle altre, le altre batterie in serie possono forzare quella scarica a scaricarsi a voltaggio sotto lo zero.

Le batterie ricaricabili sono soggette a danneggiarsi a causa dell'inversione di polarità quando sono completamente scariche; per ovviare a questo inconveniente sono disponibili carica batterie completamente integrati che ottimizzano la corrente di carica.

## Produttori
Le batterie "ibride" NiMH sono commercializzate con oltre 20 differenti nomi di marca, ma sono attualmente prodotte solo da 5 compagnie: Sanyo, Gold Peak, Yuasa, Vapex e Uniross.
Elencati per nome di marca e prodotto:
- AccuPower AccuLoop
- AgfaPhoto direct energy
- Alcava All in One
- Ansmann  maxE
- Carrefour eco planet
- Conrad Electronic Endurance
- Duracell ActiveCharge
- Duracell Pre-charged
- Energizer  https://data.energizer.com/pdfs/nickelmetalhydride_appman.pdf https://data.energizer.com/
- Gold Peak ReCyko
- GS Yuasa eNiTIME
- Hähnel Synergy
- Kodak Pre Charged
- Maha Powerex Imedion
- Memorex MemoReady
- Nexcell EnergyON
- Panasonic INFINIUM
- Panasonic R2
- President's Choice Pre-charged
- Powergee Archiviato l'11 gennaio 2016 in Internet Archive. Evolution Open & Use (Pre-Charged Rechargeable)
- Powertech Enekeep
- Powerbase Instant
- Radio Shack Precharged
- Rayovac Hybrid
- Sanyo Eneloop
- SBS BiReady
- SKB ready2use
- Sony Cycle Energy Blue (manufactured by Sanyo)
- Sunmol AnyEnow
- SWISSBATTERIES accubattery
- Titanium Enduro
- Uniross Hybrio (also 9V 210 mAh)
- VARTA Consumer Batteries Ready2Use
- Vapextech Instant